# Dystrykt Kenora
Dystrykt Kenora (ang. Kenora District) - jednostka administracyjna kanadyjskiej prowincji Ontario leżąca na północnym zachodzie prowincji.
Dystrykt ma 64 419 mieszkańców. Język angielski jest językiem ojczystym dla 73%, francuski dla 2,3% mieszkańców (2006).

## Podział administracyjny
W skład dystryktu wchodzą:

### Miasta (city)
- Dryden
- Kenora

### Gminy (municipality)
- Red Lake
- Sioux Lookout

### Gminy (township)
- Ear Falls
- Ignace
- Machin
- Pickle Lake
- Sioux Narrows Nestor Falls